# Fred Pittino
Gilfredo Pittino, conosciuto come Fred Pittino (Dogna, 1906 – Udine, 19 marzo 1991), è stato un pittore italiano, nonché celebre mosaicista.

## Biografia
Anche se autodidatta, fu da sempre in contatto con le avanguardie artistiche degli anni trenta, specie milanesi. Al termine della seconda guerra mondiale ottenne la direzione artistica della scuola mosaicisti di Spilimbergo. Ha partecipato a parecchie edizioni della Biennale di Venezia e della Quadriennale di Roma.
Sue opere sono conservate nel Duomo di Udine (Cappella delle Reliquie e ripristino degli affreschi dell'abside danneggiati dai bombardamenti) e nel Tempio Ossario di Udine e in parecchie chiese del Friuli, mentre suoi mosaici si trovano a Gorizia, Udine (abside del Tempio di Cargnacco, chiesa dell'ospedale Santa Maria della Misericordia, chiesa parrocchiale di Vendoglio), Austria, Giappone, Giordania e Stati Uniti d'America.
Eseguì e curò anche le illustrazioni di numerosi libri, tra cui Poesie scelte di Pietro Zorutti.